# Flughafen Annobón

i8
i11
i13
Der Flughafen Annobón (spanisch Aeropuerto Internacional de Annobón, IATA-Code: NBN, ICAO-Code: FGAB) ist ein ziviler Flughafen in San Antonio de Palé auf der äquatorialguineischen Insel Annobón.
Der Flughafen befindet sich im Norden der Insel, unmittelbar westlich von San Antonio de Palé. Er wurde am 15. Oktober 2013 im Beisein von Teodoro Obiang Nguema Mbasogo, dem Präsidenten von Äquatorialguinea, eröffnet. Hafen und Flughafen sind Teil eines Entwicklungsprojekts zur Förderung der Infrastruktur auf den Inseln und dem Festland Äquatorialguineas. Vor der Eröffnung des Flughafens besaß die Insel lediglich eine sehr kurze Landebahn und war dadurch verkehrstechnisch abgeschieden.

## Zwischenfälle
- Am 16. April 2008 stürzte eine Antonow An-32 der Luftstreitkräfte Äquatorialguineas (Luftfahrzeugkennzeichen 3C-5GE) nahe dem Flughafen Annobón ins Meer, nachdem sie bei starkem Wind und Regen von der Landebahn gerutscht war. Alle 13 Insassen, Besatzungsmitglieder und Passagiere, wurden getötet.[2]